# اوشتلیخس رینگبایت
اوشتلیخس رینگبایت (به آلمانی: Östliches Ringgebiet) یک منطقهٔ مسکونی در آلمان است که در براونشوایگ واقع شده‌است. اوشتلیخس رینگبایت ۲۶٬۷۲۳ نفر جمعیت دارد.